# Start (Rakete)
Die Start war eine russische Trägerrakete, die auf Basis der Interkontinentalrakete SS-25 („Topol“) entwickelt worden war.
Man unterscheidet die Typen Start, Start-1 und Start-1.2. Die Start-1 hatte vier Raketenstufen, die Start und Start-1.2 hingegen fünf, wobei bei der Start-1 die zweite Stufe aufgedoppelt wurde. Die Rakete verwendete festen Treibstoff für alle Stufen. Die Nutzlast in einen niedrigen Erdorbit (400 Kilometer) betrug etwa 500 Kilogramm für Start-1 und 570 Kilogramm für Start. Beide Versionen der Rakete hatten einen maximalen Durchmesser von 1,8 Metern. Die Start-1 war 22,7 Meter hoch und hatte eine Startmasse von 47 Tonnen. Das größere Modell Start war 28,8 Meter hoch und kam auf 60 Tonnen Startmasse.
Die Raketen wurden von den Kosmodromen Plessezk und Swobodny aus in einer mobilen Startvorrichtung gestartet. Der einzige Flug des Modells Start schlug 1995 fehl, die Start-1 absolvierte von 1993 bis 2006 sechs Einsätze.

## Startliste
Dies ist eine vollständige Startliste der Start-Rakete.
| Lfd. Nr. | Datum (UTC)    | Typ       | Startplatz   | Nutzlast                   | Art der Nutzlast          | Nutzlastmasse | Orbit | Anmerkungen                                                       |
| -------- | -------------- | --------- | ------------ | -------------------------- | ------------------------- | ------------- | ----- | ----------------------------------------------------------------- |
| 01       | 24. März 1993  | Start-1   | Plessezk 158 | EKA 1                      | Dummy                     | ?             | ?     | Erfolg                                                            |
| 02       | 28. März 1995  | Start     | Plessezk 158 | UNAMSAT-A Techsat 1, EKA 2 | Amateurfunksatellit Dummy | ?             | ?     | Fehlschlag Trennung der vierten und fünften Stufen erfolgte nicht |
| 03       | 4. März 1997   | Start-1.2 | Swobodny 5   | Seja                       | militärischer Satellit    | 87 kg         | ?     | Erfolg                                                            |
| 04       | 24. Dez. 1997  | Start-1   | Swobodny 5   | Earlybird 1                | Erdbeobachtungssatellit   | 317 kg        | SSO   | Erfolg                                                            |
| 05       | 5. Dez. 2000   | Start-1   | Swobodny 5   | EROS-A 1                   | Erdbeobachtungssatellit   | 250 kg        | SSO   | Erfolg                                                            |
| 06       | 20. Feb. 2001  | Start-1   | Swobodny 5   | Odin                       | Weltraumteleskop          | 250 kg        | SSO   | Erfolg                                                            |
| 07       | 25. April 2006 | Start-1   | Swobodny 5   | EROS-B                     | Erdbeobachtungssatellit   | 350 kg        | SSO   | Erfolg                                                            |